# Gaby Mudingayi
Gabriel „Gaby” Mudingayi (ur. 1 października 1981 w Kinszasie) – belgijski piłkarz pochodzenia kongijskiego grający na pozycji defensywnego pomocnika.

## Kariera klubowa
W wieku 9 lat wyjechał z Konga do Belgii, gdzie karierę zaczynał w najpierw w niewielkim RRC Etterbeek. W 1997 r. przeniósł się do trzecioligowego Royale Union Saint-Gilloise. W 1998 zanotował pierwszy mecz w pierwszej drużynie. Dla Les Unionistes zagrał w 35 meczach ligowych i strzelił jedną bramkę. W 2000 r. zdecydował się zostać zawodnikiem pierwszoligowego KAA Gent. Debiut Gaby'ego miał miejsce w ligowym meczu z KRC Harlebeke rozegranym 11 listopada 2000 r., gdy w 46 minucie zmienił Aldo Olcesego. W ciągu kilku lat stał się czołowym piłkarzem ligi i zadebiutował w reprezentacji Belgii. Dla Gandawy zagrał łącznie 63 razy. W styczniu 2004 r. przeniósł się za 0,3 mln euro do Torino FC i pomógł mu awansować do Serie A.

### Lazio
Od 2005 roku został, z powodu bankructwa Turyńczyków, zawodnikiem S.S. Lazio, dla którego rozegrał 69 ligowych pojedynków. Debiut Gaby'ego w zespole Biancocelestich odbył się 1 października 2005 r. Pierwszy a zarazem jedyny gol Mudingayi'ego dla Rzymian padł w wygranym 4:1 meczu z Ascoli Calcio rozegranym 8 stycznia 2006 r.

### Bologna
21 lipca 2008 roku stał się zawodnikiem Bologny do której przeniósł się za 6 mln euro. Oficjalny debiut w barwach Rossoblu przypadł 23 sierpnia 2008 r. w meczu Pucharu Włoch z Vicenzą. 13 grudnia 2009 r. strzelił pierwszego gola dla Bologny w starciu z Parmą. 12 września 2010 r. w meczu z Lazio strzelił drugą bramkę dla Rossoblu. W sumie rozegrał tam 128 spotkań ligowych i zdobył dwa gole.

### Inter Mediolan
W lipcu 2012 r. został za 750.000 euro wypożyczony na rok do Interu Mediolan z opcją pierwokupu. Jest czwartym w historii Belgiem grającym w zespole Nerazzurrich. Z tytułu kontraktu otrzymuje 1,1 mln euro rocznie. Debiut w nowych barwach odbył się 22 sierpnia 2013 r. w meczu Ligi Europy z FC Vaslui. Pierwszy ligowy mecz dla Interu rozegrał 26 września z Chievo Werona. 27 stycznia 2013 r. zerwał ścięgno Achillesa i tym samym zakończył swój sezon. 19 czerwca dyrektor sportowy Bologny - Roberto Zanzi, poinformował o wykupieniu Gaby'ego przez Mediolańczyków, którzy wykorzystali klauzulę pierwokupu płacąc 750.000 euro za Belga.

## Kariera reprezentacyjna
W barwach reprezentacji Belgii zadebiutował 30 kwietnia 2003 roku w meczu towarzyskim z Polską. Rozegrał w niej do tej pory 17 meczów. Był również członkiem zespołu U-21.

## Życie prywatne
Jego żona jest Włoszką - Eleonorą, którą poznał w Brukseli. Tu też przyszły na świat jego dzieci (syn Noa). Wzoruje się w swej grze na C. Makélélégo. Do 16 roku życia spędzał czas na ulicy, ale na skutek działań jego ojca, który zapisał go do klubu sportowego zaczął uprawiać boks. Porzucił go jednak, gdyż był dla niego zbyt brutalny i rozpoczął treningi piłkarskie. Po zakończeniu kariery piłkarskiej chce zostać agentem piłkarskim.

## Statystyki

### Klubowe
| Klub                 | Sezon               | Kraj                | Rozgrywki           | Mecze | Bramki | Asysty |
| -------------------- | ------------------- | ------------------- | ------------------- | ----- | ------ | ------ |
| Union Saint-Gilloise | 1998/1999           | Belgia              | Derde klasse A      | 15    | 1      |        |
| Union Saint-Gilloise | 1999/2000           | Belgia              | Derde klasse A      | 20    | 0      |        |
| Union Saint-Gilloise | Razem               | Belgia              | Derde klasse A      | 35    | 1      | -      |
| KAA Gent             | 2000/2001           | Belgia              | Jupiler Pro League  | 12    | 0      |        |
| KAA Gent             | 2001/2002           | Belgia              | Jupiler Pro League  | 16    | 0      |        |
| KAA Gent             | 2002/2003           | Belgia              | Jupiler Pro League  | 22    | 0      | 0      |
| KAA Gent             | 2003/2004           | Belgia              | Jupiler Pro League  | 16    | 0      | 1      |
| KAA Gent             | Razem               | Belgia              | Jupiler Pro League  | 66    | 0      | 1      |
| Torino FC            | 2003/2004           | Włochy              | Serie B             | 11    | 0      |        |
| Torino FC            | 2004/2005           | Włochy              | Serie B             | 27    | 1      |        |
| Torino FC            | Razem               | Włochy              | Serie B             | 38    | 1      | 0      |
| S.S. Lazio           | 2005/2006           | Włochy              | Serie A             | 14    | 1      | 0      |
| S.S. Lazio           | 2006/2007           | Włochy              | Serie A             | 28    | 0      | 3      |
| S.S. Lazio           | 2007/2008           | Włochy              | Serie A             | 27    | 0      | 0      |
| S.S. Lazio           | Razem               | Włochy              | Serie A             | 59    | 1      | 3      |
| Bologna FC           | 2008/2009           | Włochy              | Serie A             | 31    | 0      | 0      |
| Bologna FC           | 2009/2010           | Włochy              | Serie A             | 28    | 1      | 0      |
| Bologna FC           | 2010/2011           | Włochy              | Serie A             | 32    | 1      | 1      |
| Bologna FC           | 2011/2012           | Włochy              | Serie A             | 34    | 0      | 0      |
| Bologna FC           | Razem               | Włochy              | Serie A             | 125   | 2      | 1      |
| Inter Mediolan       | 2012/2013           | Włochy              | Serie A             | 9     | 0      | 0      |
| Inter Mediolan       | 2013/2014           | Włochy              | Serie A             |       |        |        |
| Łącznie w Belgii     | Łącznie w Belgii    | Łącznie w Belgii    | Łącznie w Belgii    | 95    | 1      | 1      |
| Łącznie we Włoszech  | Łącznie we Włoszech | Łącznie we Włoszech | Łącznie we Włoszech | 241   | 4      | 4      |
| Ogółem               | Ogółem              | Ogółem              | Ogółem              | 336   | 5      | 5      |

### Reprezentacyjne
| Lp | Data                 | Miejsce                             | Rywal                | Wynik | Rozgrywki             |
| -- | -------------------- | ----------------------------------- | -------------------- | ----- | --------------------- |
| 1  | 30 kwietnia 2003     | Stadion Króla Baudouina I, Bruksela | Polska               | 3:1   | mecz towarzyski       |
| 2  | 1 marca 2006         | Stade Josy Barthel, Luksemburg      | Luksemburg           | 2:0   | mecz towarzyski       |
| 3  | 7 października 2006  | Stadion Crvena zvezda, Belgrad      | Serbia               | 0:1   | eliminacje do ME 2008 |
| 4  | 15 listopada 2006    | Stadion Króla Baudouina I, Bruksela | Polska               | 0:1   | eliminacje do ME 2008 |
| 5  | 7 lutego 2007        | Stadion Króla Baudouina I, Bruksela | Czechy               | 0:2   | mecz towarzyski       |
| 6  | 24 marca 2007        | Estádio José Alvalade, Lizbona      | Portugalia           | 0:4   | eliminacje do ME 2008 |
| 7  | 2 czerwca 2007       | Stadion Króla Baudouina I, Bruksela | Portugalia           | 1:2   | eliminacje do ME 2008 |
| 8  | 22 sierpnia 2007     | Stadion Króla Baudouina I, Bruksela | Serbia               | 3:2   | eliminacje do ME 2008 |
| 9  | 13 października 2007 | Stadion Króla Baudouina I, Bruksela | Finlandia            | 0:0   | eliminacje do ME 2008 |
| 10 | 26 marca 2008        | Stadion Króla Baudouina I, Bruksela | Maroko               | 1:4   | mecz towarzyski       |
| 11 | 30 maja 2008         | Stadio Artemio Franchi, Florencja   | Włochy               | 1:3   | mecz towarzyski       |
| 12 | 20 sierpnia 2008     | Stadion Nürnberg, Norymberga        | Niemcy               | 0:2   | mecz towarzyski       |
| 13 | 10 września 2008     | Fenerbahçe Şükrü Saracoğlu, Stambuł | Turcja               | 1:1   | eliminacje do MŚ 2010 |
| 14 | 28 marca 2009        | Fenix Stadion, Genk                 | Bośnia i Hercegowina | 2:4   | eliminacje do MŚ 2010 |
| 15 | 1 kwietnia 2009      | Bilino Polje, Zenica                | Bośnia i Hercegowina | 1:2   | eliminacje do MŚ 2010 |
| 16 | 10 października 2009 | Stadion Króla Baudouina I, Bruksela | Turcja               | 2:0   | eliminacje do MŚ 2010 |
| 17 | 14 października 2009 | A. Le Coq Arena, Tallinn            | Estonia              | 0:2   | eliminacje do MŚ 2010 |